# 야마구치 미야코
야마구치 미야코(Miyako Yamaguchi, 1952년 2월 3일 ~ )는 일본의 배우이다.
오사카시에서 태어났다.

## 방송
- 불발탄 ~검은 돈을 조종하는 남자~
- 교토지검의 여자 7
- 교토지검의 여자 6
- 구명병동 24시 시즌4
- 교토지검의 여자 5

## 영화
- 한 남자 (2022년) - 타케모토 하즈에 역
- 해파리와 그 딸 (2014년)
- 하네즈 (2011년)
- 토루소 (2010년)
- 리틀 핑거 (2005년) - 아라리 역
- 일본의 무서운 밤 (2004년)
- 클로에 (2001년)
- 블랙 잭 (2000년)
- 호타루 (2000년)
- 시나노의 콜롬보 (1998년)
- 원더풀 라이프 (1998년) - 식당 종업원 역
- 하나코 (1998년)
- 도쿄 맑음 (1997년) - 야마다 역
- 미야자와 켄지 (1996년)
- 모래알처럼 (1995년)
- 무능한 사람 (1991년) - 이시야마 타츠코 역
- 소 왓 (1988년)
- 안녕 나의 대지여 (1982년)
- 저녁까지 (1980년) - 미에코 역
- 천사의 창자 3 - 나미 (1979년)
- 빨간 머리 여자 (1979년)